# European Poker Tour Saison 8
Résultats et tournois de la saison 8 de l'European Poker Tour (EPT).

## Résultats et tournois

### EPT 8Tallinn
- Lieu : Swissôtel Tallinn, Tallinn, Estonie
- Prix d'entrée : 4 000 € + 250 €
- Date : Du 2 août au 7 août 2011
- Nombre de joueurs : 282
- Prize Pool : 1 071 600 €
- Nombre de places payées : 40

| Place | Nom               | Prix      |
| ----- | ----------------- | --------- |
| 1er   | Ronny Kaiser      | 275 000 € |
| 2e    | Grzrgorz Cichocki | 180 000 € |
| 3e    | Raigo Aasmss      | 110 000 € |
| 4e    | Jani Sointula     | 80 000 €  |
| 5e    | Stuart Fox        | 55 000 €  |
| 6e    | Erlend Melsom     | 45 000 €  |
| 7e    | Sami Kelopuro     | 35 000 €  |
| 8e    | Arvi Vainionkulma | 25 000 €  |

### EPT 8Barcelone
- Casino : Casino de Barcelona, Barcelone, Espagne
- Prix d'entrée : 5 000 € + 300 €
- Date : Du 27 août au 1er septembre 2011
- Nombre de joueurs : 811
- Prize Pool : 4 055 000 €
- Nombre de places payées : 120

| Place | Nom               | Prix      |
| ----- | ----------------- | --------- |
| 1er   | Martin Schleich   | 850 000 € |
| 2e    | Dragan Kostic     | 532 000 € |
| 3e    | Eugene Katchalov  | 315 000 € |
| 4e    | Raúl Mestre       | 244 000 € |
| 5e    | Tomeu Gomila      | 185 000 € |
| 6e    | Saar Wilf         | 145 000 € |
| 7e    | Juan Manuel Pérez | 105 000 € |
| 8e    | Isabel Baltazar   | 73 000 €  |

### EPT 8Londres
- Casino : Hilton London Metropole, Londres, Angleterre
- Prix d'entrée : 5 000 £ + 250 £
- Date : Du 30 septembre au 6 octobre 2011
- Nombre de joueurs : 691
- Prize Pool : 3 351 350 £
- Nombre de places payées : 104

| Place | Nom                | Prix      |
| ----- | ------------------ | --------- |
| 1er   | Benny Spindler     | 750 000 £ |
| 2e    | Steve O'Dwyer      | 465 000 £ |
| 3e    | Andre Klebanov     | 265 000 £ |
| 4e    | Juan Manuel Pastor | 200 000 £ |
| 5e    | Mattias Bergstrom  | 155 000 £ |
| 6e    | Kevin Iacofano     | 120 000 £ |
| 7e    | Martins Adeniya    | 86 350 £  |
| 8e    | Miroslav Benes     | 64 000 £  |

### EPT 8San Remo
- Casino : Casino Sanremo, San Remo, Italie
- Prix d'entrée : 4 600 € + 300 €
- Date : Du 21 octobre au 27 octobre 2011
- Nombre de joueurs : 837
- Prize Pool : 3 734 694 €
- Nombre de places payées : 128

| Place | Nom              | Prix      |
| ----- | ---------------- | --------- |
| 1er   | Andrey Pateychuk | 800 000 € |
| 2e    | Dimitar Danchev  | 480 000 € |
| 3e    | Daniel Neilson   | 285 000 € |
| 4e    | Barny Boatman    | 225 000 € |
| 5e    | Jan Bendik       | 170 000 € |
| 6e    | Yorane Kerignard | 130 000 € |
| 7e    | Rocco Palumbo    | 95 000 €  |
| 8e    | Kevin MacPhee    | 63 694 €  |

### EPT 8 Loutraki
- Casino : Club Hotel Casino Loutraki, Loutraki, Grèce
- Prix d'entrée : 4 000 € + 400 €
- Date : Du 15 novembre au 20 novembre 2011
- Nombre de joueurs : 336
- Prize Pool : 1 344 000 €
- Nombre de places payées : 48

| Place | Nom                      | Prix      |
| ----- | ------------------------ | --------- |
| 1er   | Zimnan Ziyard            | 347 000 € |
| 2e    | Hauke Heseding           | 221 800 € |
| 3e    | John Taramas             | 134 400 € |
| 4e    | Florian Schleps          | 100 800 € |
| 5e    | Pierre Mothes            | 67 200 €  |
| 6e    | Andras Kovacs            | 53 700 €  |
| 7e    | Charalampos Kapemopolous | 40 300 €  |
| 8e    | Mario Puccini            | 27 000 €  |

### EPT 8Prague
- Casino : Golden Prague Poker Hilton Prague Hotel, Prague, République tchèque
- Prix d'entrée : 5 000 € + 300 €
- Date : Du 5 décembre au 10 décembre 2011
- Nombre de joueurs : 772
- Prize Pool : 3 501 700 €
- Nombre de places payées : 104

| Place | Nom             | Prix      |
| ----- | --------------- | --------- |
| 1er   | Martin Finger   | 720 000 € |
| 2e    | David Boyaciyan | 535 000 € |
| 3e    | Nicolas Levi    | 270 000 € |
| 4e    | Guillem Usero   | 205 000 € |
| 5e    | Denys Drobyna   | 160 000 € |
| 6e    | Ari Engel       | 125 000 € |
| 7e    | Andreas Wiese   | 90 000 €  |
| 8e    | Mats Wissing    | 66 700 €  |

### EPT 8PokerStars Caribbean Adventure
- Lieu : Atlantis Resort & Casino, Paradise Island, Bahamas
- Prix d'entrée : 10 000 $ + 600 $
- Date : Du 5 janvier au 14 janvier 2012
- Nombre de joueurs : 1072
- Prize Pool : 10 398 400 $
- Nombre de places payées : 160

| Place | Nom             | Prix        |
| ----- | --------------- | ----------- |
| 1er   | John Dibella    | 1 775 000 $ |
| 2e    | Kyle Julius     | 1 500 000 $ |
| 3e    | Faraz Jaka      | 755 000 $   |
| 4e    | Xuan Liu        | 600 000 $   |
| 5e    | Mark Drover     | 468 000 $   |
| 6e    | Tony Gregg      | 364 000 $   |
| 7e    | David Bernstein | 260 000 $   |
| 8e    | Ruben Visser    | 156 400 $   |

### EPT 8Deauville
- Lieu : Casino Barrière de Deauville, Deauville, France
- Prix d'entrée : 5 000 € + 300 €
- Date : Du 31 janvier au 6 février 2012
- Nombre de joueurs : 889
- Prize Pool : 4 267 200 €
- Nombre de places payées : 129

| Place | Nom              | Prix      |
| ----- | ---------------- | --------- |
| 1er   | Vadzim Kursevich | 875 000 € |
| 2e    | Paul Guichard    | 557 000 € |
| 3e    | Vuong Than Trong | 328 000 € |
| 4e    | Yorane Kerignard | 260 000 € |
| 5e    | Bruno Jais       | 200 000 € |
| 6e    | Olivier Rogez    | 155 000 € |
| 7e    | Luca Pagano      | 110 000 € |
| 8e    | Mick Graydon     | 67 200 €  |

### EPT 8Copenhague
- Casino : Casino Copenhagen, Copenhague, Danemark
- Prix d'entrée : 35 000 DKK + 2 250 DKK
- Date : Du 20 février au 25 février 2012
- Nombre de joueurs : 299
- Prize Pool : 10 406 400 DKK
- Nombre de places payées : 48

| Place | Nom              | Prix          |
| ----- | ---------------- | ------------- |
| 1er   | Mickey Petersen  | 2 515 000 DKK |
| 2e    | Pierre Neuville  | 1 600 000 DKK |
| 3e    | Bjarke Hansen    | 1 000 000 DKK |
| 4e    | Aage Ravn        | 740 000 DKK   |
| 5e    | Jacob Rasmussen  | 490 000 DKK   |
| 6e    | Niels van Alphen | 390 000 DKK   |
| 7e    | Steve O'Dwyer    | 290 000 DKK   |
| 8e    | Spencer Hudson   | 191 400 DKK   |

### EPT 8Madrid
- Casino : Casino Gran Madrid, Madrid, Espagne
- Prix d'entrée : 5 000 € + 300 €
- Date : Du 12 mars au 17 mars 2012
- Nombre de joueurs : 477
- Prize Pool : 2 313 450 €
- Nombre de places payées : 72

| Place | Nom                      | Prix      |
| ----- | ------------------------ | --------- |
| 1er   | Frederik Jensen          | 495 000 € |
| 2e    | Fraser MacIntyre         | 290 000 € |
| 3e    | Andrei Stoenescu         | 330 000 € |
| 4e    | Bruno Lopes              | 140 000 € |
| 5e    | Ricardo Ibañez Rodriguez | 115 000 € |
| 6e    | Ilan Boujenah            | 92 000 €  |
| 7e    | Nicolas Levi             | 69 450 €  |
| 8e    | Jason Duval              | 48 000 €  |

### EPT 8Campione
- Casino : Casino di Campione, Campione, Italie
- Prix d'entrée : 5 000 € + 300 €
- Date : Du 26 mars au 31 mars 2012
- Nombre de joueurs : 570
- Prize Pool : 2 764 500 €
- Nombre de places payées : 88

| Place | Nom              | Prix      |
| ----- | ---------------- | --------- |
| 1er   | Jannick Wrang    | 640 000 € |
| 2e    | Olivier Busquet  | 430 000 € |
| 3e    | Fabrice Soulier  | 240 000 € |
| 4e    | Balazs Botond    | 157 000 € |
| 5e    | Koen De Visscher | 124 000 € |
| 6e    | Mario Nagel      | 92 000 €  |
| 7e    | Stefano Puccilli | 71 500 €  |
| 8e    | Robin Ylitalo    | 54 000 €  |

### EPT 8Berlin
- Lieu : Spielbank Berlin, Berlin, Allemagne
- Prix d'entrée : 5 000 € + 300 €
- Date : Du 16 avril au 21 avril 2012
- Nombre de joueurs : 745
- Prize Pool : 3 725 000 €
- Nombre de places payées : 112

| Place | Nom                | Prix      |
| ----- | ------------------ | --------- |
| 1er   | Davidi Kitai       | 712 000 € |
| 2e    | Andrew Chen        | 613 000 € |
| 3e    | André Morath       | 290 000 € |
| 4e    | Mario Puccini      | 220 000 € |
| 5e    | Bahadir Kilickeser | 172 000 € |
| 6e    | César García       | 133 000 € |
| 7e    | Marc Wright        | 97 000 €  |
| 8e    | Pratyush Buddiga   | 72 000 €  |

### EPT 8Monte-CarloGrand Final
- Lieu : Monte Carlo Bay Hotel & Resort, Monte-Carlo, Monaco
- Prix d'entrée : 10 000 € + 600 €
- Date : Du 23 avril au 1er mai 2012
- Nombre de joueurs : 665
- Prize Pool : 6 650 000 €
- Nombre de places payées : 97

| Place | Nom                 | Prix        |
| ----- | ------------------- | ----------- |
| 1er   | Mohsin Charania     | 1 350 000 € |
| 2e    | Lucille Cailly      | 1 050 000 € |
| 3e    | Bernard Guigon      | 545 000 €   |
| 4e    | Sergio Castelluccio | 400 000 €   |
| 5e    | Rodrigo Caprioli    | 315 000 €   |
| 6e    | Michael Dietrich    | 245 000 €   |
| 7e    | Clayton Mozdzen     | 185 000 €   |
| 8e    | Daniel Gomez        | 130 000 €   |